# Сальгари, Эмилио
Эмилио Карло Джузеппе Мария Сальга̀ри (итал. Emilio Carlo Giuseppe Maria Salgàri; 21 августа 1862, Верона, Ломбардо-Венецианское королевство — 25 апреля 1911, Турин) — итальянский писатель, автор исторических и приключенческих романов, в том числе о пиратах.

## Биография
Родился в Вероне, в мелкобуржуазной семье торговца текстилем Луиджи Сальгари и венецианки Луиджии Градары. С юных лет мечтал стать моряком и отправиться в путешествия по морю.
Закончил мореходное училище «Паоло Сарпи» в Венеции, собирался стать капитаном дальнего плавания, но не прошёл по конкурсу — в школе Сальгари учился посредственно, показывая успехи только в литературе и итальянском языке, также имел проблемы со здоровьем.
Тем не менее он нанялся на судно в качестве матроса и прошёл до Бриндизи по Адриатике. После этого в 1881 году он вернулся домой и устроился журналистом. Свои первые произведения он подписывал как «Капитан Сальгари». Работая в газете La Nuova Arena de Verona, Сальгари придумывал себе авантюрное прошлое — например, утверждал, что лично познакомился с Буффало Биллом в Небраске (в реальности они встретились во время гастролей «Шоу Дикого Запада» в Италии), исследовал Судан, путешествовал по Южным морям и Дальнему Востоку. Впоследствии в 1885 году он даже вызывал на дуэль репортера газеты l’Adige, сомневавшегося в наличии у Сальгари опыта моряка вообще.

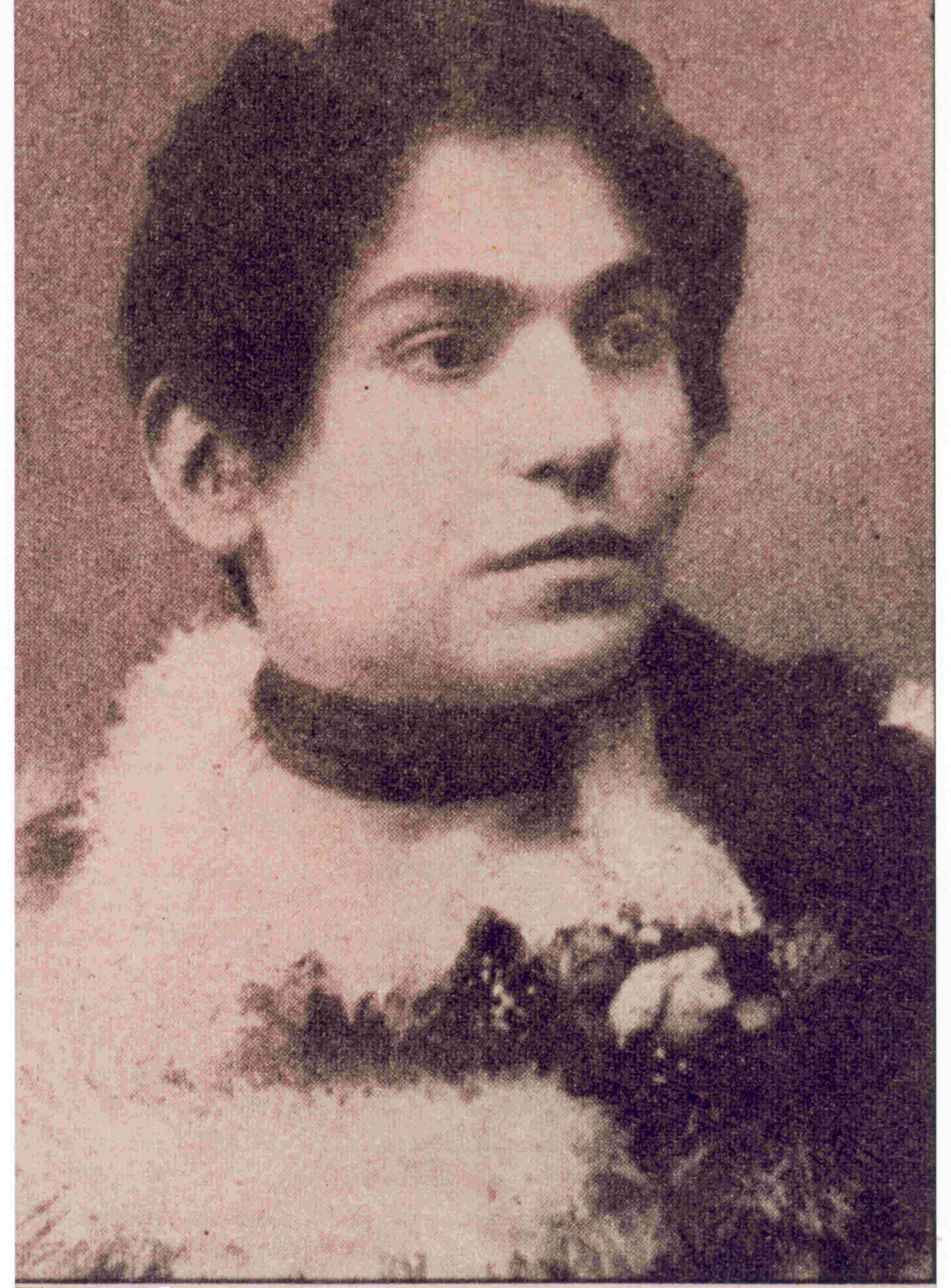
Ида Перруци — супруга Сальгари

Ещё во время учёбы в училище написал свой первый рассказ «Папуасы» (1883), сообщал издателю журнала La Valigia о том, что у него уже имеется «Несколько рассказов в духе Жюля Верна, Эмара и Купера». После 1887 года решил окончательно посвятить себя литературе, занимал место редактора La Valigia. В 1892 году женился на театральной актрисе Иде Перруци. В последующие годы он часто менял свое место жительства. Чтобы быть рядом с его соответствующим издателем, он переезжал между Турином, Генуей и другими городами, туда и обратно. В 1893 году он вместе с супругой поселился в Турине. В это время у супругов родилось четверо детей — дочь Фатима (1893) и сыновья Надир (1894), Ромеро (1898) и Омар (1900), впоследствии также ставший писателем приключенческой литературы и написавший несколько книг-продолжений под именем своего отца.
В 1897 году по инициативе королевы Маргариты писатель был награждён рыцарским Орденом Короны Италии, получив к нему небольшую пенсию.
Наибольшую известность автор приобрел в Италии, Испании и Португалии (собственно, иногда его называют «итальянским Жюлем Верном» — видимо, с подачи Грации Деледда, — и «дедушкой спагетти-вестерна»). В большей степени, чем его французский коллега Жюль Верн, в своей жизни Сальгари был «виртуальным путешественником». В реальной и творческой жизни он путешествовал очень мало, по собственным словам, на поездах и трамваях между Турином и Генуей и по самим городам, однако буквально «пожирал» атласы, энциклопедии и словари в городских библиотеках, благодаря чему основывал каждую из своих книг на скрупулёзных выводах.
Несмотря на громкую известность и огромные тиражи (до 100 000 экземпляров), всю жизнь Сальгари испытывал финансовые затруднения. Его тщательный подход нередко приводил к столкновениям с издателями того времени из-за серьёзных экономических проблем. Не справляясь с объёмом работы, он был вынужден разрывать контракты, что вело к выплатам штрафов и неустоек, утрате прав роялти. Работая на износ, он писал по три книги в год, попутно редактируя журнал о путешествиях и брался за переводы, злоупотребляя курением и выпивкой, чтобы как-то снять напряжение, но это не помогало. Несмотря на высокую династическую награду, Сальгари не пользовался признанием литературного сообщества и издателей. Раздавленный долгами и свалившимися на него семейными несчастиями (в 1889 году отец писателя покончил жизнь самоубийством, его жена страдала от душевного заболевания с 1903 года, попала в психиатрическую лечебницу в 1910 году, где и умерла в 1922 году), он ушел из дома и покончил с собой 25 апреля 1911 года в лесу под Турином, при помощи бритвы вспоров себе живот и перерезав горло — по обычаю японских самураев. Смерть и похороны писателя остались практически незамеченными, поскольку пришлись на празднование 50-летия объединения страны и Всемирную выставку в Турине. Позднее его прах был перенесен в Верону.
Дочь Фатима болела туберкулезом и скончалась в 1914 году. В 1931 году совершил самоубийство его средний сын, Ромеро. В 1936 году Надир, лейтенант запаса Королевской армии, погиб из-за травм в аварии на мотоцикле. В интервью каналу Rai Storia 1957 года младший из сыновей Омар рассказал о жизни своего отца и, в свою очередь, публиковал приключенческие романы и продолжал некоторые серии его произведений. Позже Омар также покончил жизнь самоубийством, выбросившись со второго этажа своей квартиры в районе Сан-Донато в Турине 5 ноября 1963 года.

## Творчество

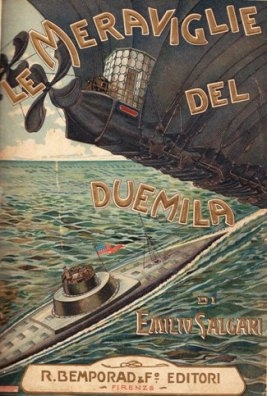
Обложка первого издания романа «Чудеса XXI века»

Перу Сальгари принадлежит 84 романа и более 150 рассказов, которые выделяются в различные авантюрно-приключенческие циклы, выстраивающиеся в различные повествовательные вселенные и населенные по меньшей мере 1300 персонажами (в том числе некоторые очень успешные, такие как Сандокан, Янес де Гомера и Чёрный Корсар). Наиболее известные произведения писателя — цикл о Сандокане (собирательный образ малайского правителя Сандакана на Борнео, боровшегося с английскими колонизаторами) и Чёрном Корсаре — были неоднократно экранизированы в итальянском кино, телевидении и мультипликации.
Ценителями творчества Сальгари были Федерико Феллини и Умберто Эко. Работы писателя пользовались устойчивой популярностью в Португалии, Испании и латиноамериканских странах, где писатели Габриэль Гарсия Маркес, Исабель Альенде, Карлос Фуэнтес, Хорхе Луис Борхес, Пабло Неруда свидетельствовали, что читали его в детстве и юности. Биограф Че Гевары Пако Игнасио Тайбо II отметил, что революционер прочел 62 книги писателя, а его антиимпериализм вполне можно считать «сальгарским по происхождению».
Исследователи выдвигают версию, что именно Сальгари впервые использовал имя Индиана Джонс в своем рассказе "В море" (1900).

## Издания на русском языке
- Собрание сочинений Эмилио Сальгари: Пер. с итал. Кн. 1—14. — М.: И. Д. Сытин, 1910.
- Эмилио Сальгари. Ловцы трепанга — Казань: ООО НПП «ЭЛКО», 1992. — Серия «Большое приключение». ISBN 5-7061-0001-2
- Сальгари Э. Собрание сочинений : [Пер. с итал.] / Сост. М. Секей. — М. : Изд. центр «Терра», 1992. — Т. 1: На Дальнем Западе; Охотница за скальпами; Смертельные враги; Талисман : [Романы]. — 541 с. — ISBN 5-85255-147-3.
- Сальгари Э. Собрание сочинений : [Пер. с итал.] / Сост. М. Секей. — М. : Изд. центр «Терра», 1992. — Т. 2: Владыка морей; В дебрях Борнео; Черный корсар : [Романы]. — 591 с. — ISBN 5-85255-163-5.
- Сальгари Э. Собрание сочинений : [Пер. с итал.] / Сост. М. Секей. — М. : Изд. центр «Терра», 1992. — Т. 3: В дебрях Атласа; Сокровище президента Парагвая; Страна чудес; Ловцы трепанга : [Романы]. — 575 с. — ISBN 5-85255-185-6.
- Сальгари Э. Собрание сочинений : [Пер. с итал.] / Сост. М. Секей. — М. : Изд. центр «Терра», 1992. — Т. 4: Сокровище Голубых гор; Священный меч Будды; Город Прокаженного Царя; Жизнь-копейка; Маяк: [Романы]. — 493 с. — ISBN 5-85255-220-8.
- Сальгари Э. Собрание сочинений : [Пер. с итал.] / Сост. М. Секей. — М. : Изд. центр «Терра», 1992. — Т. 5: Трон фараона; Гибель Карфагена; Капитан Темпеста; Человек Огня: [Романы]. — 606 с. — ISBN 5-85255-226-7.
- Сальгари Э. Собрание сочинений : [Пер. с итал.] / Перевод и предисл. Н. Верещагина. — М. : Изд. центр «Терра», 1994. — Т. 6 (дополнительный): Жемчужина Лабуана; Два Тигра. — 381 с. — ISBN 5-85255-602-5.
- Итальянский с Эмилио Сальгари. Приключения в джунглях. — М.: Издательство ВКН, 2018. — Серия «Метод обучающего чтения Ильи Франка».

## Экранизации
- 1914 — немой фильм «Кабирия» Джованни Пастроне имеет много сходств с произведением Сальгари «Карфаген в огне» (Cartagine in Fiamme) .
- 1921 — «Последние флибустьеры» (итал. Gli ultimi filibustieri) режиссёра Витале де Стефано, Италия[6].
- 1943 — «Последние флибустьеры» (итал. Gli ultimi filibustieri) режиссёра Марко Элтера, Италия[7].
- 1944 — «Чёрный корсар» (исп. El corsario negro), Мексика[8].
- 1955 — «Тайна тёмных джунглей» с Лексом Баркером в главной роли (Италия, США).
- 1960 — «Карфаген в огне» режиссёра Кармине Галлоне (Италия, Франция).
- 1963 — «Сандокан, тигр южных морей» режиссёра Умберто Ленци со Стивом Ривзом в главной роли (Италия, Франция, Испания).
- 1964 — «Пираты Малайзии» режиссёра Умберто Ленци со Стивом Ривзом в главной роли (Испания, Италия, Германия, Франция)
- 1965 — «Приключения на Тортуге» (итал. L'avventuriero della Tortuga) режиссёра Луиджи Капуано (Италия).
- 1971 — «Чёрный корсар» режиссёра Лоренцо Палли (Италия, Испания).
- 1976 — «Сандокан — Тигр семи морей» режиссёра Серджио Соллима с Кабиром Беди в главной роли (Италия).
- 1991 — «Тайны тёмных джунглей» режиссёра Кевина Коннора (Италия, Индия).